# Rubus persicus
Rubus persicus är en rosväxtart som beskrevs av Pierre Edmond Boissier. Rubus persicus ingår i släktet rubusar, och familjen rosväxter. Inga underarter finns listade i Catalogue of Life.